# Jef Vanthournout
Jef Vanthournout, né le 2 octobre 1961 à Bruges, est un joueur de football belge qui évoluait comme milieu de terrain, devenu ensuite entraîneur. Il effectue la majeure partie de sa carrière au Cercle de Bruges, avec lequel il remporte la Coupe de Belgique en 1985. Il quitte le plus haut niveau en 1990 et joue ensuite dans les divisions inférieures. Il prend sa retraite sportive en 1996. Devenu entraîneur, il dirige plusieurs clubs en Division 3 et en Promotion, puis se réoriente vers la formation des jeunes. En 2012, il s'occupe des équipes d'âges du FC Bruges.

## Carrière

### Joueur
Jef Vanthournout découvre le football au SV Oostkamp, un petit club évoluant dans les divisions provinciales. En 1980, il est recruté par le Cercle de Bruges, et versé dans un premier temps dans le noyau « espoirs ». Il joue son premier match officiel avec les « vert et noir » le 17 août 1983 face à Beveren. Il ne quitte plus l'équipe première par la suite, et devient une pièce maîtresse du milieu de terrain brugeois durant les années 1980.
Lors de sa deuxième saison professionnelle, il remporte la Coupe de Belgique avec le Cercle, le premier trophée du club depuis 55 ans. Il découvre ainsi la Coupe des vainqueurs de coupe la saison suivante, et inscrit un but, insuffisant cependant pour qualifier l'équipe pour le deuxième tour. Il dispute une seconde finale de Coupe consécutive en 1986, perdue cette fois contre le grand rival du FC Bruges.
Jef Vanthournout est victime d'une grave blessure en 1988, qui le tient éloigné des terrains pendant près d'un an. Il revient dans l'équipe en 1989, mais ne récupère pas une place de titulaire. Après une dernière saison au plus haut niveau, il décide de reculer d'un cran en 1990, et rejoint Eeklo, en Division 2. Un an plus tard, il signe à Handzame, en Promotion, où il met un terme définitif à sa carrière en 1996.

### Entraîneur
Une fois ses crampons raccrochés, Jef Vanthournout se tourne vers le métier d'entraîneur. En 1998, il est nommé adjoint de Ronny Desmedt au Cercle de Bruges, poste qu'il occupe pendant un an. En 2000, il devient le coach principal du KSC Blankenberge, en Promotion, mais ne peut éviter la relégation du club en première provinciale. La saison suivante, il prend en mains le SK Gullegem, en Division 3, et termine à nouveau à une position de relégable. Néanmoins, le club fusionne en fin de saison avec Wevelgem City, et il est confirmé comme entraîneur du club fusionné. Il est licencié après quelques matches et un bilan calamiteux. Début 2003, il devient entraîneur du KSK Maldegem, également en troisième division, avec pour mission d'assurer le maintien du club. Il y parvient, mais après une seconde saison plutôt décevante malgré le maintien toujours assuré, il quitte le club en mai 2004.
Par après, Jef Vanthournout se tourne vers la formation des jeunes, et rejoint le FC Bruges. Il s'occupe de différentes équipes, dont notamment en 2012 les « U10 nationaux », ainsi que de l'entraînement tactique du noyau espoirs.

## Palmarès
- 1 fois vainqueur de la Coupe de Belgique en 1985 avec le Cercle de Bruges

## Statistiques
| Saison                | Club                  | Championnat           | Championnat | Championnat | Coupe(s) nationale(s) | Coupe(s) nationale(s) | Supercoupe | Supercoupe | Compétition(s) continentale(s) | Compétition(s) continentale(s) | Compétition(s) continentale(s) | Total | Total |
| Saison                | Club                  | Division              | M.          | B.          | M.                    | B.                    | M.         | B.         | Comp.                          | M.                             | B.                             | M.    | B.    |
| 1983-1984             | Cercle Bruges KSV     | Division 1            | 26          | 0           | 2                     | 0                     | -          | -          | -                              | -                              | -                              | 28    | 0     |
| 1984-1985             | Cercle Bruges KSV     | Division 1            | 27          | 0           | 6                     | 0                     | -          | -          | -                              | -                              | -                              | 33    | 0     |
| 1985-1986             | Cercle Bruges KSV     | Division 1            | 32          | 1           | 9                     | 0                     | 1          | 0          | C2                             | 2                              | 1                              | 44    | 2     |
| 1986-1987             | Cercle Bruges KSV     | Division 1            | 27          | 1           | 7                     | 0                     | -          | -          | -                              | -                              | -                              | 34    | 1     |
| 1987-1988             | Cercle Bruges KSV     | Division 1            | 33          | 0           | 2                     | 0                     | -          | -          | -                              | -                              | -                              | 35    | 0     |
| 1988-1989             | Cercle Bruges KSV     | Division 1            | 7           | 0           | 1                     | 0                     | -          | -          | -                              | -                              | -                              | 8     | 0     |
| 1989-1990             | Cercle Bruges KSV     | Division 1            | 25          | 1           | 1                     | 0                     | -          | -          | -                              | -                              | -                              | 26    | 1     |
| Sous-total            | Sous-total            | Sous-total            | 177         | 3           | 28                    | 0                     | 1          | 0          | -                              | 2                              | 1                              | 208   | 4     |
| 1990-1991             | KFC Eeklo             | Division 2            | 30          | 2           | 2                     | 0                     | -          | -          | -                              | -                              | -                              | 32    | 2     |
| Sous-total            | Sous-total            | Sous-total            | 30          | 2           | 2                     | 0                     | -          | -          | -                              | -                              | -                              | 32    | 2     |
| 1991-1992             | SVD Handzame          | Promotion             | 13          | 0           | 1                     | 0                     | -          | -          | -                              | -                              | -                              | 14    | 0     |
| 1992-1993             | SVD Handzame          | Promotion             | 28          | 5           | 3                     | 0                     | -          | -          | -                              | -                              | -                              | 31    | 5     |
| 1993-1994             | SVD Handzame          | Promotion             | 31          | 2           | 2                     | 1                     | -          | -          | -                              | -                              | -                              | 33    | 3     |
| 1994-1995             | SVD Handzame          | Promotion             | 31          | 6           | 0                     | 0                     | -          | -          | -                              | -                              | -                              | 31    | 6     |
| 1995-1996             | SVD Handzame          | Promotion             | 20          | 1           | 1                     | 0                     | -          | -          | -                              | -                              | -                              | 21    | 1     |
| Sous-total            | Sous-total            | Sous-total            | 123         | 14          | 7                     | 1                     | -          | -          | -                              | -                              | -                              | 130   | 15    |
| Total sur la carrière | Total sur la carrière | Total sur la carrière | 330         | 19          | 37                    | 1                     | 1          | 0          | -                              | 2                              | 1                              | 370   | 21    |